# Adana (provincie)
Adana is een van de provincies van Turkije gelegen in het zuiden van het land, aan de Middellandse Zee. De hoofdstad van de provincie heet ook Adana. De provincie heeft een oppervlakte van 14.256 km². Bij de telling van 2019 had Adana 2.237.940 inwoners en derhalve een bevolkingsdichtheid van 158 inw./km².

## Bevolking
Op 31 december 2019 telde de provincie Adana 2.237.940 inwoners. De bevolking van Adana is jonger vergeleken met de rest van de Turkse bevolking. Eind 2019 is zo'n 24,32% van de bevolking jonger dan 15 jaar, terwijl 8,32% van de bevolking 65 jaar of ouder is. Een vrouw in Adana krijgt gemiddeld 2,22 kinderen gedurende haar vruchtbare leven. 
| Bevolking | 227.718 | 375.777 | 508.518 | 760.803 | 1.035.377 | 1.485.743 | 1.934.907 | 1.849.478 | 2.085.225 | 2.237.940 |

Op 14 februari 2020 telde de provincie Adana 244.677 Syrische vluchtelingen, hetgeen gelijk is aan 11,02% van de bevolking.

## Bestuurlijke indeling

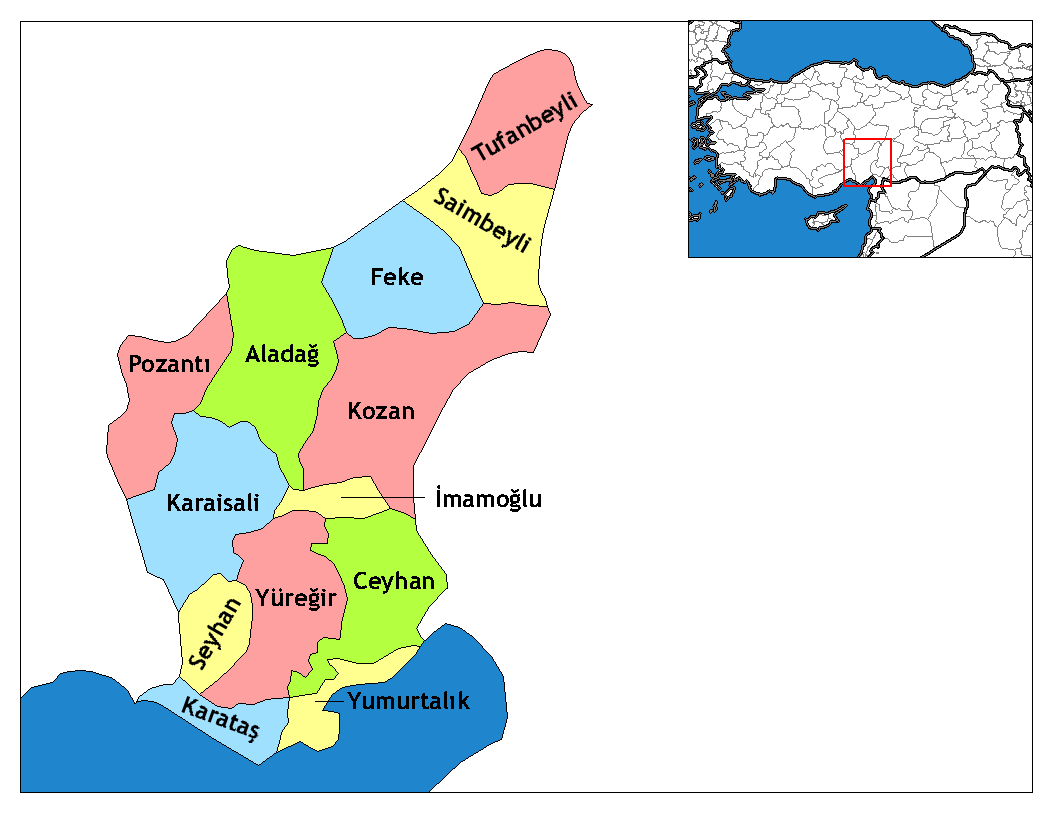
Districten van Adana

### Districten
De provincie bestaat uit de volgende 13 districten:
| - Aladağ - Ceyhan - Feke - İmamoğlu - Karaisalı | - Karataş - Kozan - Pozantı - Saimbeyli - Seyhan | - Tufanbeyli - Yumurtalik - Yüreğir |

## Trivia
Adana staat bijvoorbeeld bekend om:
- De bevolking van Adana, heet ook wel 'de mensen van God' ( Adanaliyik, Allahin adamiyik)
- Adana kebap, dit is een broodje met daarin rundervlees, ui en scherpe pepers
- Ook staan zij bekend doordat ze veel pittigs eten, zoals: pepers, pittige wortelsap
- De serie 'Adanali' heeft een andere kijk op de bevolking geleverd

## Bekende inwoners uit de provincie Adana
- İsmet Atlı (worstelaar)
- Ozan Ceyhun (politicus)
- Ceyhun Demirtaş (socioloog)
- Yılmaz Güney (toneelspeler en regisseur)
- Kani Karaca (muzikant)
- Murat Kekilli (zanger)
- Orhan Kemal (schrijver)
- Yaşar Kemal (schrijver)
- Haluk Levent (muzikant)
- Hasan Şaş (voetballer)
- Şener Şen (toneelspeler)
- Ferdi Tayfur (zanger)
- Fatih Terim (voetballer en trainer)
- Rojîn (zangeres)

## Galerij

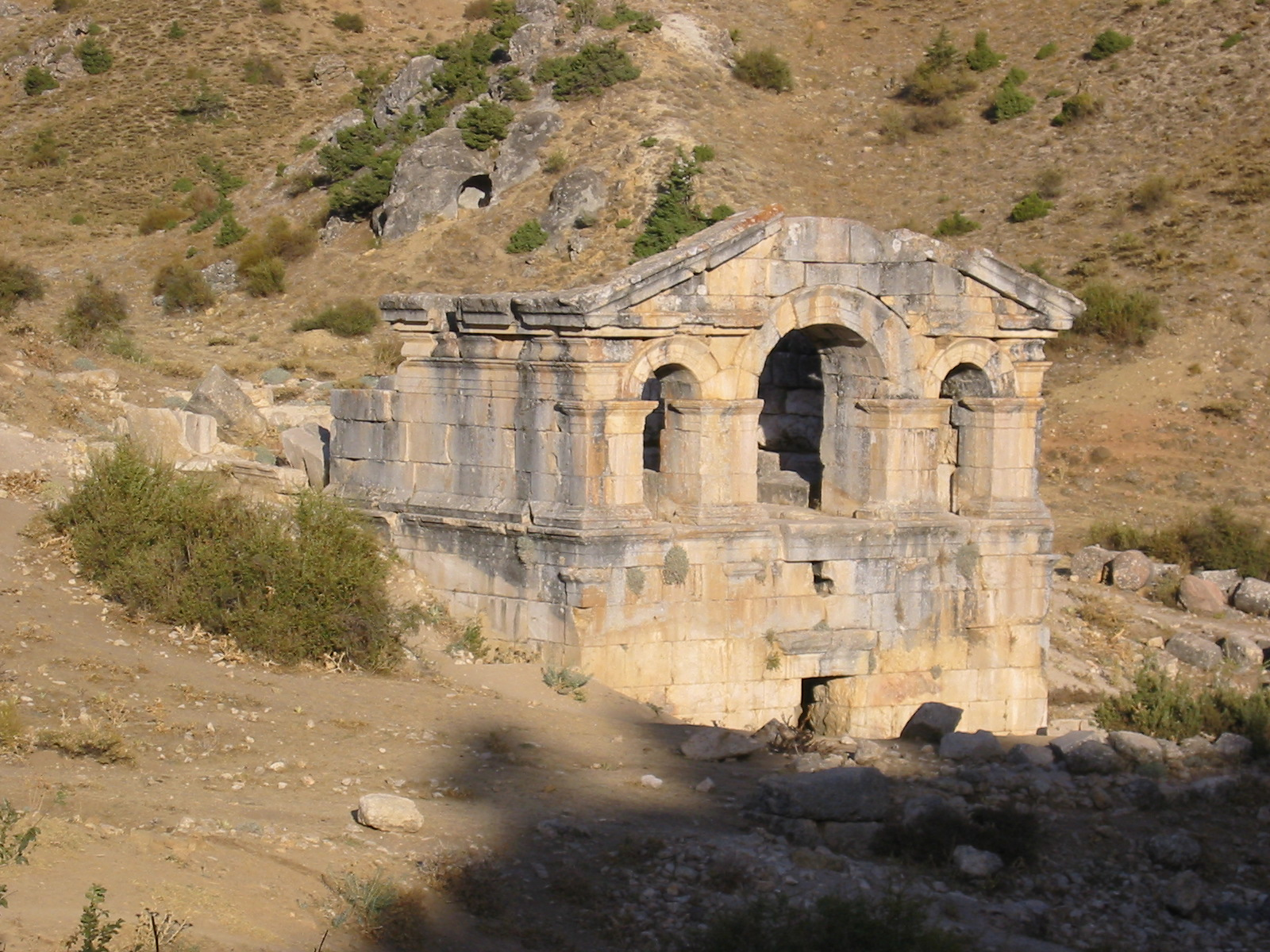
Ruïne in de vroegere Griekse stad Comana
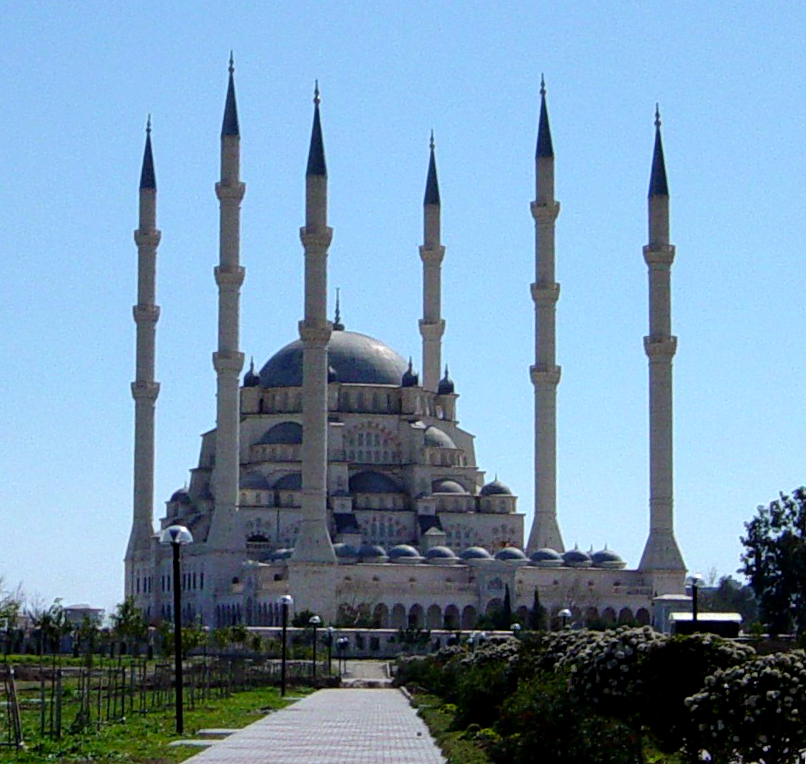
Sabancı Centrale Moskee
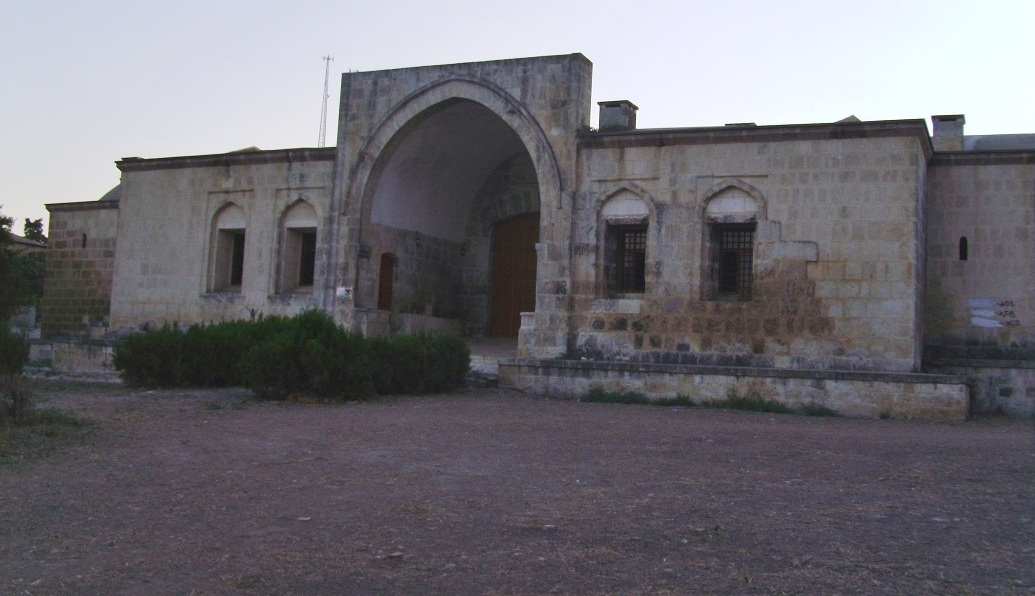
Kurtkulağı Kervansarayı
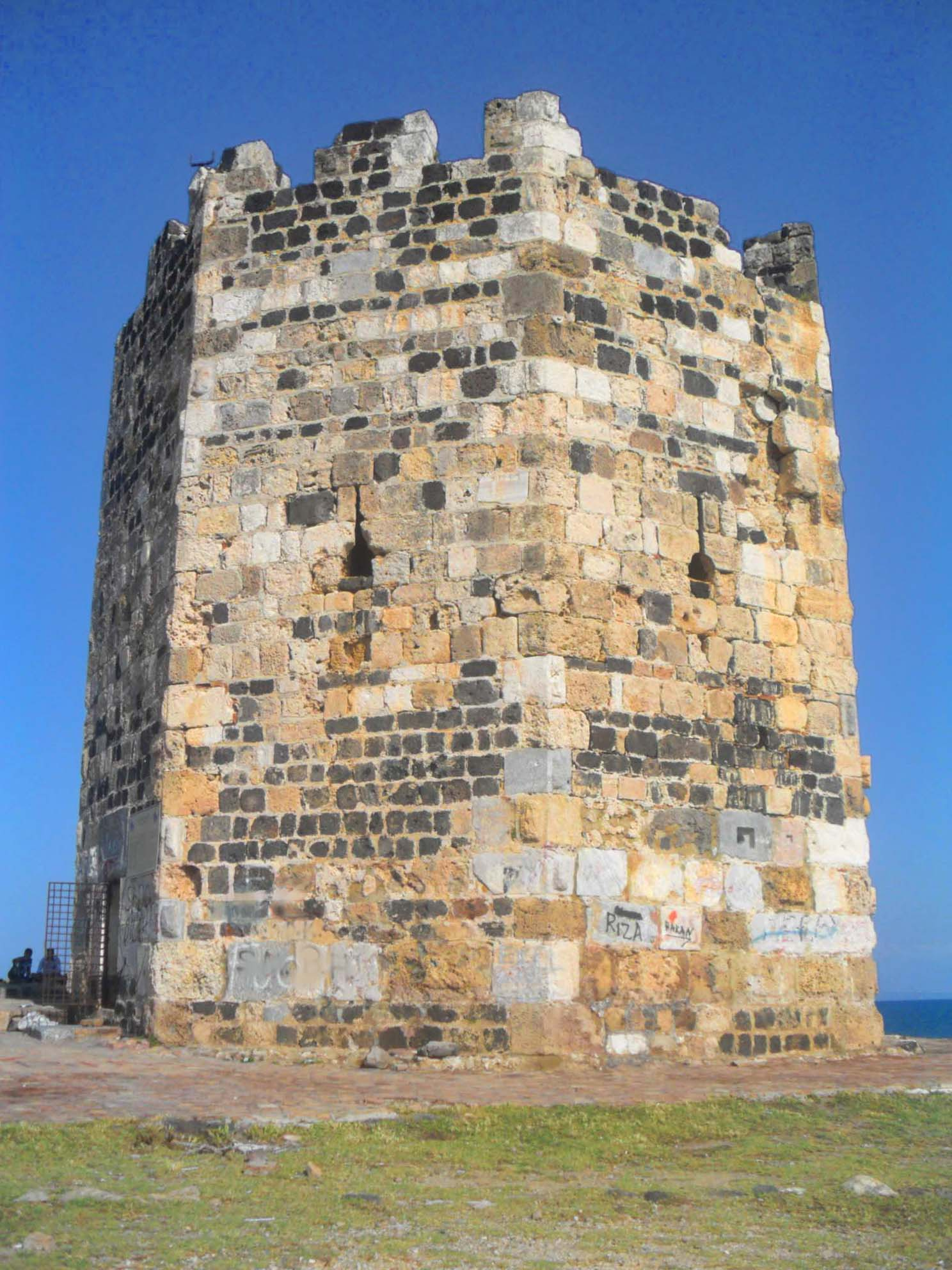
Toren van Süleyman
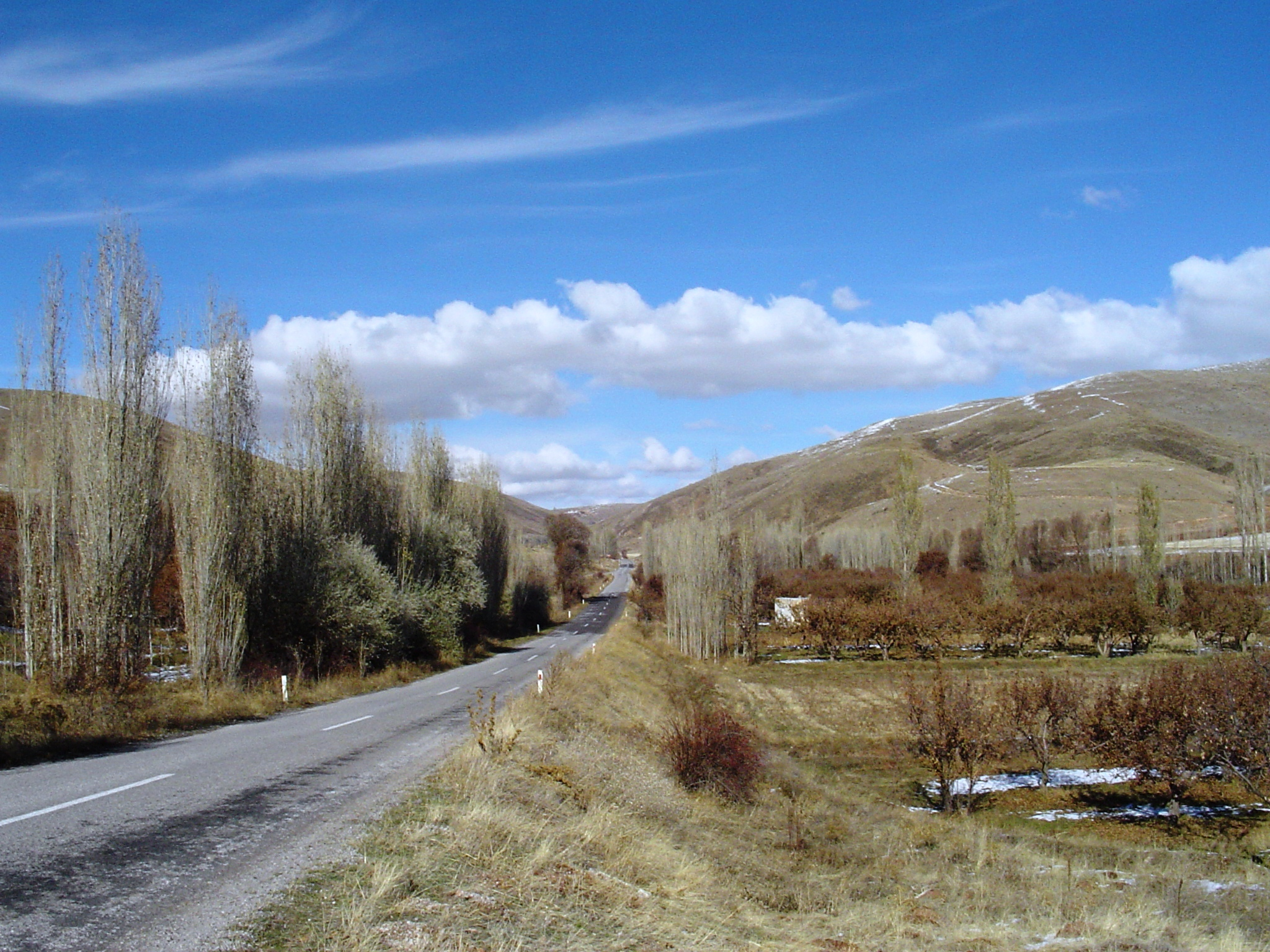
Landroute
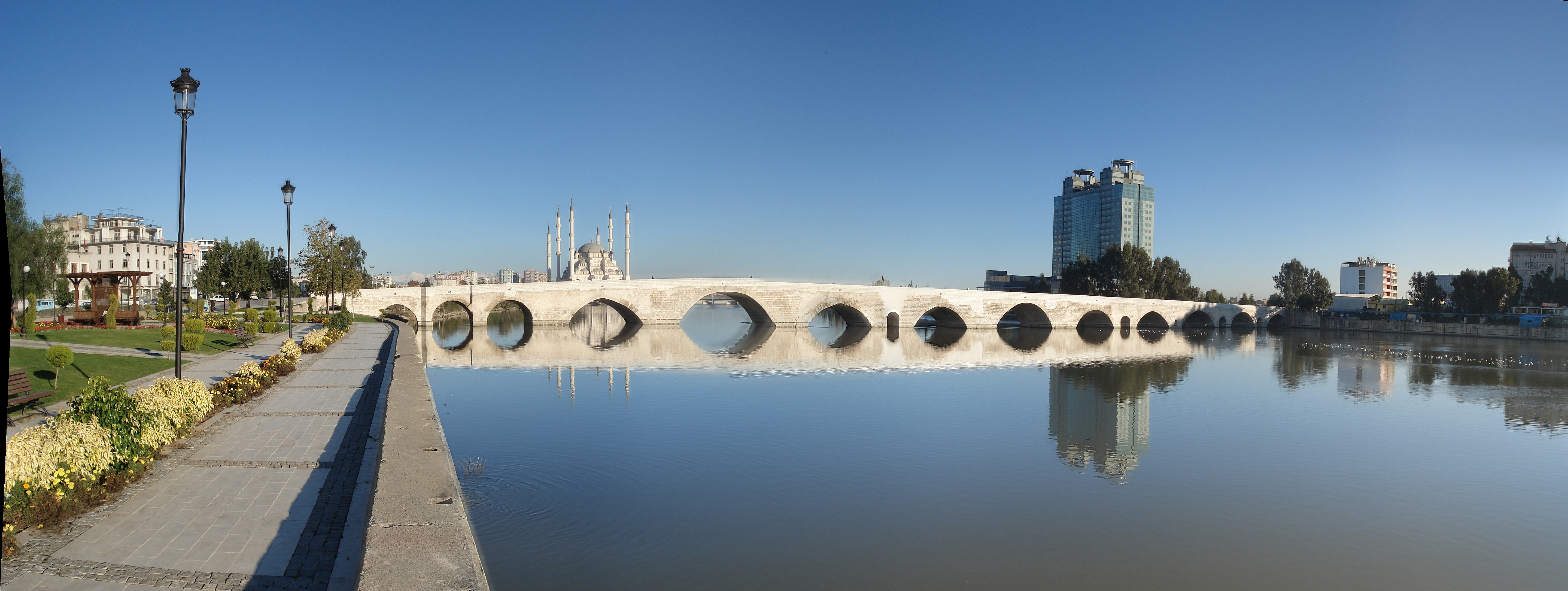
Romeinse stenen brug in de stad Adana
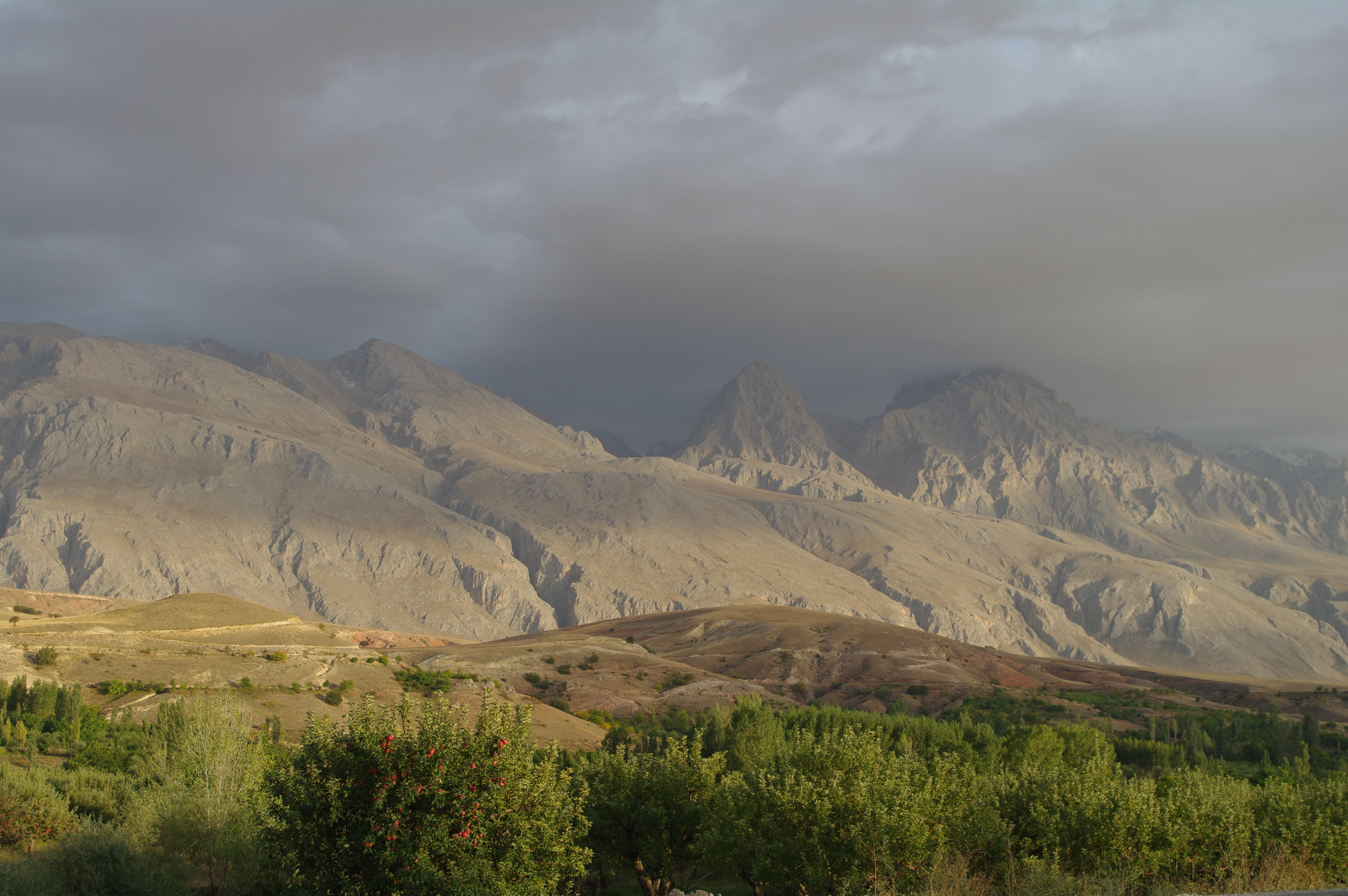
Aladaglar
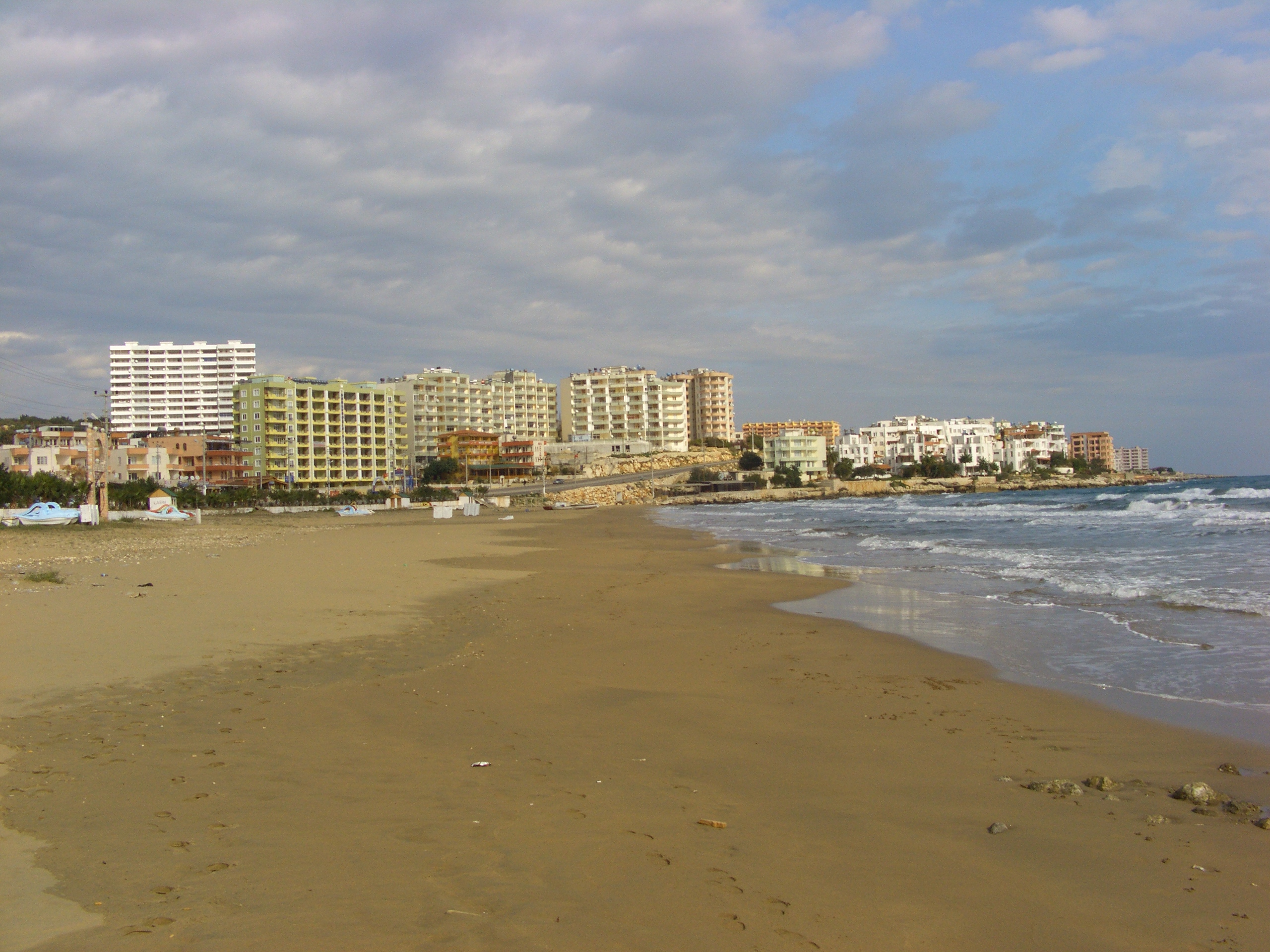
Yemiskumu